# Tomás Navarro Tomás
Tomás Navarro Tomás (La Roda, Albacete, 12 de abril de 1884-Northampton, Massachusetts,16 de septiembre de 1979) fue un filólogo, bibliotecario e intelectual español de la Segunda República. Fue director de la Biblioteca Nacional de España y participó en el Salvamento del Tesoro y del Patrimonio bibliográfico nacional. Se exilió en 1939 en Estados Unidos, trabajó en la Universidad de Columbia y fue cofundador de la Academia Norteamericana de la Lengua Española.  
Su obra filológica se enmarca en el contexto de la modernización científica española del siglo XX que se llevó a cabo en el Centro de Estudios Históricos, del que fue uno de sus principales colaboradores. Se halla entre los discípulos predilectos de Ramón Menéndez Pidal.

## Biografía

### Infancia y entorno familiar
Tomás Navarro Tomás nació en La Roda (Albacete) el 12 de abril de 1884, era hijo de Juan Navarro Zapater y de Joaquina Tomás Ballester, naturales de Villena (Alicante).

### Primeros estudios
Navarro Tomás realizó en su pueblo natal sus primeros estudios  más los dos primeros cursos del bachillerato. Se examinó en el Instituto de Albacete. Tal vez por los vínculos familiares con Villena se trasladó a la localidad alicantina. Terminó allí los otros tres cursos, por lo que se examinó en el Instituto de Alicante, donde obtuvo el título de Bachiller en Artes (1902).

### Estudios universitarios en Valencia y Madrid
Comenzó sus estudios universitarios en la Facultad de Filosofía y Letras de la Universidad de Valencia en 1902. Continuó sus estudios en la Universidad Central de Madrid, donde el 15 de junio de 1906 hizo el examen del grado de Licenciado en Letras. Terminó la licenciatura el 23 de junio de 1906 y empezó con la tesis doctoral dirigida por su maestro Ramón Menéndez Pidal.
Se entregó a la investigación filológica con documentos medievales aragoneses conservados en el Archivo Histórico Nacional (AHN). En 1907 consiguió una beca de la Junta para Ampliación de Estudios (JAE) para conocer sobre el terreno los dialectos del Alto Aragón y poder saber de esta forma las relaciones que había entre los documentos y el habla viva de las zonas donde nacieron. De allí surgió su primer trabajo lingüístico publicado en las Memorias de la JAE. Aquel trabajo de investigación le movió a opositar al Cuerpo Facultativo de Archiveros, Bibliotecarios y Arqueólogos, que le permitió, por otra parte, independizarse económicamente de sus padres.
Obtuvo el título de Doctor en Letras por la Universidad Central de Madrid, el 15 de junio de 1909, con la tesis Notas filológicas sobre el Libro de los Emperadores de Oriente, manuscrito de fray Juan Fernández de Heredia, Gran Maestre de la Orden de San Juan en el siglo XIV.

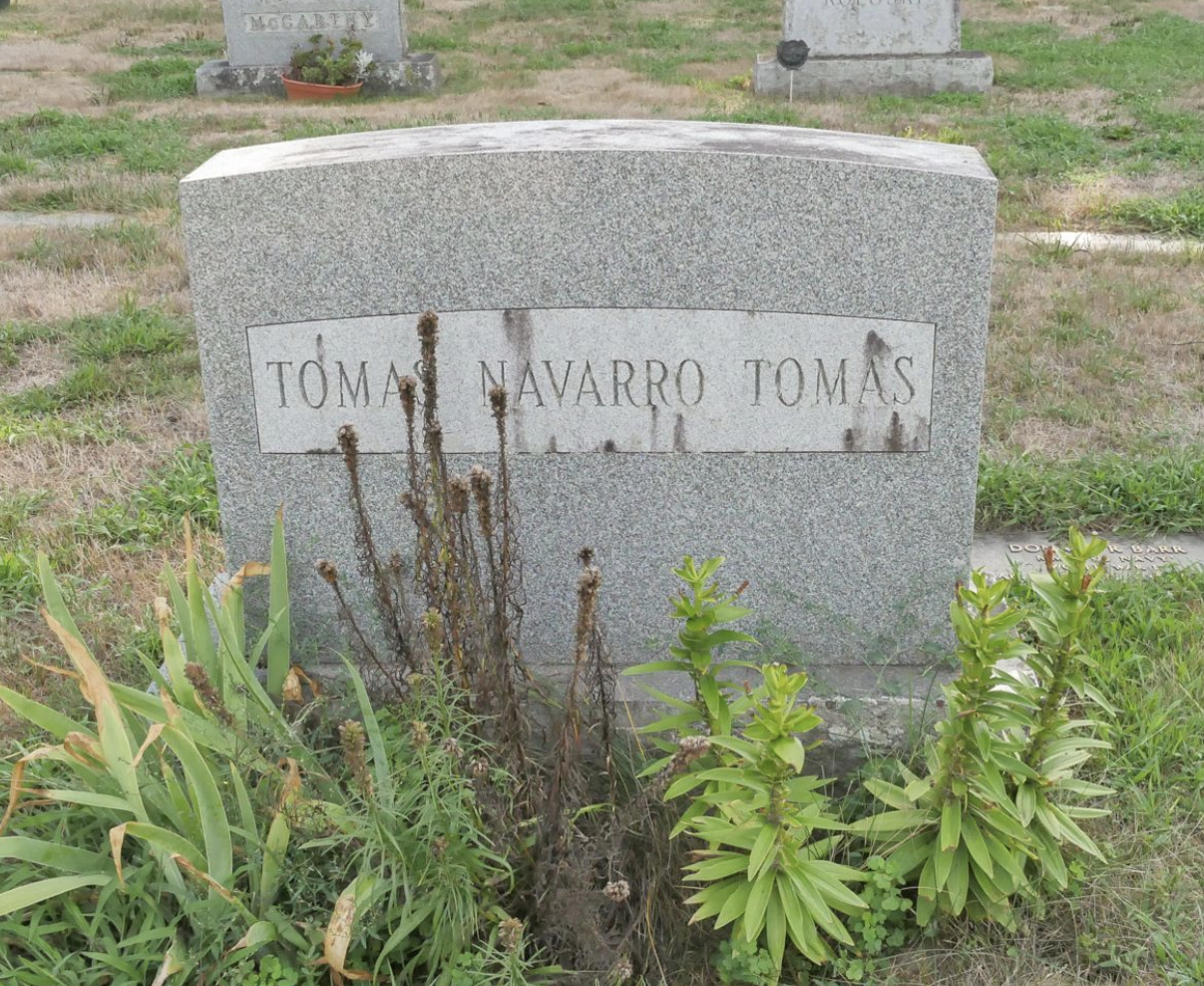
T. Navarro Tomás falleció en el exilio en EE. UU. Allí descansan sus restos.

### Ocupaciones profesionales
Ingresó por oposición en el Cuerpo Facultativo de Archiveros, Bibliotecarios y Arqueólogos el 31 de diciembre de 1909 con destino en el Archivo Provincial de Ávila.
Comenzó su tarea de investigación lingüística como editor de textos clásicos, como Las moradas de Teresa de Jesús y la obra poética de Garcilaso de la Vega, publicados primero en la colección La Lectura y luego Clásicos Castellanos de la editorial Espasa-Calpe. Entre 1912 y 1913 fue becado por la Junta para Ampliación de Estudios para estudiar fonética y dialectología en universidades francesas, alemanas y suizas. A su regreso comenzó a colaborar con Menéndez Pidal en la fundación de la Revista de Filología Española y fue elegido para dirigir el laboratorio de fonética del Centro de Estudios Históricos, asociado a la JAE. En este campo se le debe la introducción en España de los métodos de investigación de esta rama de la Lingüística, principalmente del método experimental y de su aplicación a la enseñanza de la lengua, que se plasmó en su Manual de pronunciación española de 1918.

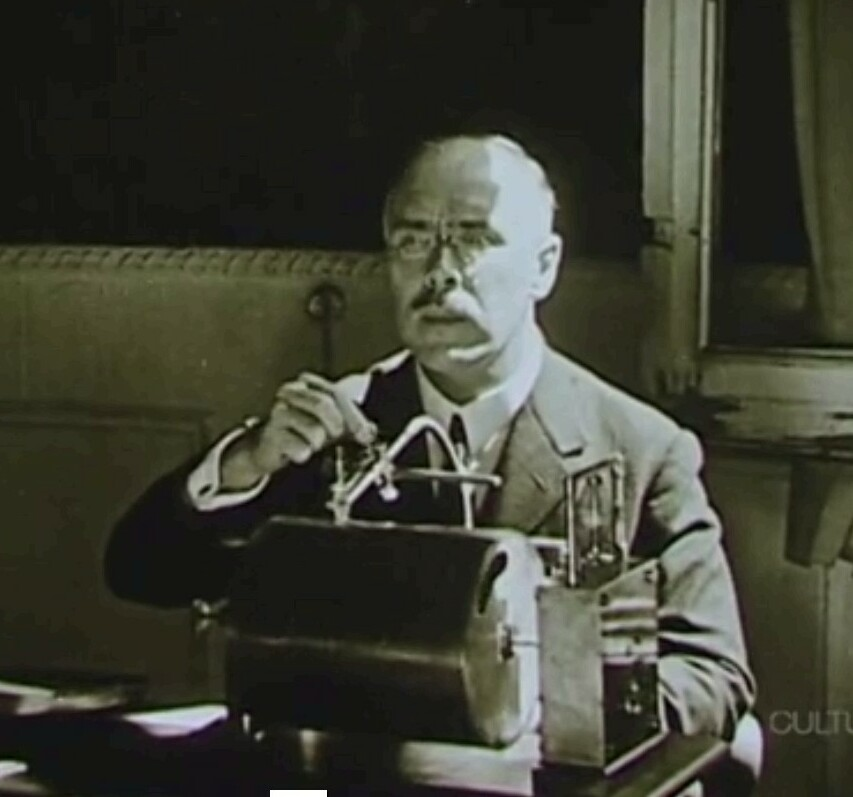
Tomás Navarro Tomás en 1926, procedente de la película «Qué es España» (1926-2007)

Como director del laboratorio de fonética experimental del Centro de Estudios Históricos (CEH), tuvo entre sus estudiantes a María Josefa Canellada y Alonso Zamora Vicente, ambos dialectólogos y que acabarían uniéndose también en matrimonio. Desde ese cargo, impulsó y coordinó los trabajos de investigación para la construcción del Atlas Lingüístico de la península ibérica (ALPI), en cuyo equipo se encontraban Aurelio Espinosa (hijo), Lorenzo Rodríguez-Castellano, Manuel Sanchis Guarner, Francesc de Borja Moll, Aníbal Otero, además de los portugueses Rodrigo de Sá Nogueira, Armando Nobre de Gusmão y Luís Lindley Cintra.
Con el musicólogo Eduardo Martínez Torner, y dentro de la tarea de recolección de la música tradicional española, compiló entre 1931 y 1933 el llamado Archivo de la Palabra donde, con el fin de conservar la música popular y la cultura española, grabó  las voces de destacados personajes públicos de todas las esferas junto con el elenco de romances, canciones populares y melodías tradicionales que había recogido Martínez Torner.  Las grabaciones de la voz de personajes ilustres fueron conservadas y editadas,  y tras el paréntesis del franquismo, por la recuperada Residencia de Estudiantes).
Ingresó en la Academia de la Lengua Española el 19 de mayo de 1935, para ocupar el sillón "h" minúscula, con un discurso sobre El acento castellano. Contestó al nuevo miembro de la Española, el académico Miguel Artigas Ferrando. Presidió el acto el presidente de la Segunda República española Niceto Alcalá Zamora.
Fue director de la Biblioteca Nacional de España entre 1936 y 1939, y se le considera uno de los principales responsables de salvar gran parte del tesoro bibliográfico español del bombardeo de Madrid, durante el largo asedio a que el bando sublevado sometió a la capital de España. En 1937 tomó parte activa en el II Congreso Internacional de Escritores para la Defensa de la Cultura.

## La obra de Navarro Tomás
1. Etapa de formación y madurez
  1. Ediciones y publicaciones
  2. El Laboratorio de Fonética Experimental
  3. Atlas Lingüístico de la península ibérica (ALPI)
2. La Segunda República y la Guerra Civil
  1. El Archivo de la Palabra
  2. El Salvamento del Tesoro nacional y el patrimonio bibliográfico
3. En el exilio de USA
  1. Columbia University en EE.UU
  2. Academia Norteamericana de la Lengua Española
  3. Joaquina y Francisca Navarro, hijas de Navarro Tomás
    1. Joaquina Navarro (USA)
    2. Francisca Navarro (México)

## El magisterio de Navarro Tomás
En enero de 1939 abandonó España con otros intelectuales republicanos, entre ellos Antonio Machado, hacia Francia. Perdida la causa republicana, tras la guerra civil española se exilió con su familia en Estados Unidos, donde ocupó la cátedra de Filología hispánica en la Universidad Columbia (Nueva York) hasta su jubilación (en 1952). En los años cuarenta su nombre fue tachado de algunos de sus libros por la censura franquista.[cita requerida]
En el exilio americano continuó desarrollando su trabajo de investigación. Así, en 1944 publicó el Manual de entonación española y en 1946 los Estudios de fonología española. En 1951 devolvió a España los materiales recogidos para el Atlas, que había llevado al exilio para salvaguardarlos. En 1962 se publicó en Madrid el primer tomo del Atlas Lingüístico de la Península Ibérica.
Escribió también Métrica española. Reseña histórica y descriptiva (1956), un estudio ya clásico sobre versificación. Un epítome de este trabajo apareció dos años después con el título Arte del verso (1959).
Murió en el exilio a los noventa y cinco años de edad.

## Distinciones académicas
Miembro fundador de la Academia Norteamericana de la Lengua Española, fue asimismo miembro de la Hispanic Society de Nueva York, de la «American Academy of Arts and Sciences» y del «Hispanic Institute in the United States»; miembro honorario de la «American Association of Teachers of Spanish», y presidente honorario de la Sociedad Nacional Honoraria Hispánica Sigma Delta Pi, de California. De la selección de otras distinciones puede anotarse doctor honoris causa por el Middlebury College de Vermont, en 1940.

## Reconocimientos
En 2008 se le dio su nombre a la Biblioteca Tomás Navarro Tomás, declarada Bien de Interés Cultural y perteneciente al Centro de Ciencias Humanas y Sociales del Consejo Superior de Investigaciones Científicas de España. También ha dado nombre a algunos centros e instituciones de enseñanza.

## Selección de obras
Además de su edición de la obra de Garcilaso de la Vega y su estudio de Las moradas de Santa Teresa, se han valorado en especial manuales y estudios monográficos como:
- Manual de pronunciación española, 1918 (Madrid, Junta para Ampliación de Estudios e Investigaciones Históricas. Centro de Estudios Históricos)
- Estudios de fonología española, 1946
- Manual de entonación española, 1948 [4 ed. 1974, [Madrid], Guadarrama]
- El español de Puerto Rico, 1948
- Métrica española, 1956 (y Métrica española: reseña histórica y descriptiva, 1966) [3 ed. corr. y aum. 1972, Madrid, Guadarrama]
- Documentos lingüísticos del Alto Aragón, 1957
- Arte del verso, 1959 (Mexico, Colección Málaga) [Sexta edición, 1975].
- Atlas Lingüístico de la península ibérica, 1962.[c][13]
- Los poetas en sus versos, 1973 (Barcelona, Ariel).
- La voz y la entonación en los personajes literarios, 1976.[8]